# Cinebrivido
Cinebrivido è un romanzo dello scrittore argentino José Pablo Feinmann.

## Trama
Fernando Castelli, trentenne sceneggiatore fallito che vive ancora con la dispotica madre e che sbarca il lunario svolgendo lavoretti di poco conto, scopre che la produttrice cinematografica hollywoodiana Greta Toland vuole girare un film su un serial killer, ma non ha ancora trovato la sceneggiatura giusta. Fernando, allettato dalla possibilità di dare una svolta alla sua misera esistenza, promette alla Toland di fornirle una grande sceneggiatura in cambio di svariati milioni di dollari: per farlo, commette una serie di efferati delitti sotto lo pseudonimo di "Van Gogh", delitti che poi traspone su carta e propone come sceneggiatura alla produttrice. Alla fine il film sceneggiato da Fernando viene girato, e a lui spettano cospicui compensi; tuttavia, in un raptus di megalomania, Fernando ha confessato alla Toland di essere lui l'inafferrabile assassino Van Gogh: per Fernando quindi si aprono le porte della prigione.

## Edizioni
- José Pablo Feinmann, Cinebrivido, traduzione di Gina Maneri, Minimarcos, Marcos Y Marcos, 2010,  p. 391, ISBN 978-88-7168-531-1.